# Wilhelm Malle
Wilhelm „Willi“ Malle (* 5. April 1956 in Klagenfurt) ist ein ehemaliger österreichischer Leichtathlet, der als Speerwerfer in Erscheinung trat.

## Leben und Karriere

### Erste Erfolge in den frühen 1970er Jahren
Wilhelm Malle wurde am 5. April 1956 in Klagenfurt geboren, war bereits in seiner Jugend als Leichtathlet aktiv und trat als solcher für den Klagenfurter Leichtathletik Club (KLC) in Erscheinung. Schon in den frühen 1970er Jahren nahm er an Länderkämpfen teil. Am 22. Oktober 1972 erreichte er mit 66,02 m in seiner Heimatstadt Klagenfurt einen neuen österreichischen Jugendrekord. Noch früher in diesem Jahr hatte er mit 56,30 m einen neuen Jugendrekord aufgestellt und diesen immer weiter ausgebaut. So kam er am 15. April mit 58,60 m der 60-Meter-Markierung immer näher und schaffte es am 11. Mai 1972 mit 60,24 m erstmals über die 60-Meter-Marke. Auf der Kunststoffanlage in Trostberg nahe dem Chiemsee verbesserte Malle am 1. Mai 1973 den österreichischen Jugendrekord im Speerwurf, den er bereits im vorangegangenen Herbst Walter Pektor abgenommen hatte, auf 67,34 m. Bei den Österreichischen Jugendmeisterschaften 1973 im Juni 1973 Bundesstadion Liebenau konnte Malle abermals seine Rekorde ausbauen; nachdem er drei Tage vor den Bewerben bereits einen neuen Jugendrekord (67,96 m), den er zuvor selbst mit 67,34 m gehalten hatte, aufgestellt hatte, erreichte er in Graz 68,94 m und imponierte durch eine sehr gute Serie, die zwei weitere Würfe über 68 m enthielt (68,10 m und 68,48 m). Auch in den Bundesländer-Vergleichskämpfen der Jugend konnte Malle in den 1970er Jahren oftmals dominieren.
Im August 1973 vertrat er sein Heimatland bei den Leichtathletik-Junioreneuropameisterschaften 1973 im Wedaustadion in Duisburg, wobei er allerdings ohne Medaillengewinn blieb. Mit einer Weite von 58,10 m belegte er lediglich Rang 10. Eine Ellbogenverletzung, die ihn bereits bei den Österreichischen Meisterschaften geplagt hatte, sowie eine Leistenzerrung waren ausschlaggebend für die EM-Leistung des 17-Jährigen. Des Weiteren machte ihm der neue Kunststoffbelag im Wedaustadion zu schaffen, da er hierbei nur schwer Halt fand. Am 25. August 1973, als Malle gerade seinen bislang größten Wettkampf bestritt, stürzte sein Speerwurftrainer vom KLC, der 34-jährige Helmuth Steinberger, bei einer Klettertour in den Karawanken ab und verunglückte tödlich. Nur etwas über einen Monat vor den Europameisterschaften in der BR Deutschland schaffte Willi Malle mit einer Weite von 70,98 m in Klagenfurt einen neuen österreichischen Jugendrekord im Speerwurf, nachdem er davor bereits des Öfteren über 67 und 68 m geworfen hatte.
Bei den Österreichischen Leichtathletikmeisterschaften 1974 belegte er mit einer Weite von 73,90 Metern, womit er einen neuen österreichischen Jugendrekord aufstellte, den zweiten Platz hinter Routinier Walter Pektor. Bereits davor hatte er seinen vorherigen Rekord von 71,12 m im ersten Durchgang auf 72,32 m verbessert, ehe er im zweiten Durchgang auf die genannten 73,90 m kam. Mit einer Weite von 74,56 m, die er am 22. Juli 1974 in seiner Heimatstadt Klagenfurt erzielte, stellte er nicht nur einen neuen österreichischen Juniorenrekord auf, sondern war auch der beste Jugendliche Europas. Dieser nationale Rekord blieb über mehrere Jahre ungebrochen; erst mit der Umstellung der Beschaffenheit und der Änderung des Schwerpunktes des Speeres Mitte der 1980er Jahre wurden Malles Rekorde aus den nunmehrigen Bestenlisten gelöscht und ab dem Jahre 1987 die neuen Rekordhalter ab der Einführung des neuen Speeres (1. April 1986) geführt.

### Wahl in den Olympiakader der Vorqualifikation für Montreal 1976
Gemeinsam mit Eva Janko stand Malle bei den österreichischen Speerwerfern im Olympiakader der Vorqualifikation für die Olympischen Sommerspiele 1976 in Montreal. Auch auf internationaler Ebene konnte er im Frühjahr 1975 bei einem Wettkampf in Nova Gorica Erfolge einfahren. Am 4. Mai 1975 stellte Willi Malle, bei seinem zweiten Wettkampf als Junior, im Bundesstadion Liebenau in Graz mit einer Weite von 75,88 m einen österreichischen Juniorenrekord auf. Dieser ist der bis dato (Stand: 7. August 2019) noch immer gültige Kärntner Landesrekord (mit dem alten Speer, vor der Reglementänderung). Auf nationaler Ebene hielt dieser Rekord in der Juniorenwertung ebenfalls bis 1986, ehe im Wettkampf auf den neuen Speer umgestellt wurde und fortan die Rekorde, die mit diesem Speer erreicht wurden, gelistet wurden. Zuvor hatte diesen Rekord seit 1966 Walter Pektor mit 75,74 m inne. In der Ewigen Österreichischen Bestenliste rangierte er am Ende dieses Monats hinter Helmut Schönbichler (77,54 m; 1970) und Walter Pektor (82,16 m; 1968) auf dem dritten Platz. Verletzungsbedingt, an einem sogenannten „Speerwerferarm“ leidend, verpasste Malle Wettkämpfe im Sommer 1975.
Danach dominierte er weiterhin bei den Österreichischen Juniorenmeisterschaften, bei denen er im Jahre 1976 bei einer Weite von 64,14 m, abermals den Juniorenmeistertitel im Speerwurf gewann, blieb aber ansonsten weitgehend hinter den Erwartungen. Während zu ebendieser Zeit der Ungar Miklós Németh mit einer Weite von 94,58 m einen neuen Weltrekord aufstellte, reichten für Malle im Juli 1976 60,98 m für den Kärntner Landesmeistertitel. Nach einigen weiteren kleineren Erfolgen, unter anderem bei den ASKÖ-Bundesmeisterschaften, zog er sich bald darauf eine erneute Verletzung zu.

### Österreichischer Staatsmeister 1977 und 1978
Im Juni 1977 galt der 21-Jährige bereits als lange verletzt und schaffte erst bei einem Meeting anlässlich der Nachwuchsmeisterschaften des Bundeslandes Kärnten am 5. Juni mit einer Weite von 70,26 m sein Comeback. Knapp zwei Wochen später warf Malle beim Bundesländer-Vergleichskampf mit einer Weite von 71,48 m die österreichische Jahresbestleistung, die jedoch noch am selben Tag von Routinier Walter Pektor mit einer Weite von 71,88 m um 40 cm übertroffen wurde. Mit 68,24 m wurde er bei den Österreichischen Juniorenmeisterschaften in diesem Jahr zum wiederholten Male Juniorenmeister im Speerwurf. Im Juli 1977 kam er nach seiner langwierigen Verletzung wieder in Fahrt und erreichte bei den österreichischen Meisterschaften mit einer Weite von 73,64 m, weniger als eine Speerlänge hinter seiner persönlichen Bestleistung von 1975, die absolute Bestleistung in diesem Wettkampf. Kurz zuvor hatte er noch mit einer österreichischen Auswahl an der Europacup-Zwischenrunde in London teilgenommen, wobei er mit einer Weite von 70,44 m (ein Wurf über 73 m im letzten Durchgang wurde nicht gewertet) Fünfter wurde. Zudem wurde er Anfang des Monats abermals Kärntner Landesmeister im Speerwurf. Beim international besetzten Bleikristallmeeting in Ebensee schaffte es Malle am 30. Juli mit 66,98 m auf den zweiten Platz im Speerwurf. Bei der Sitzung des erweiterten ÖLV-Vorstandes am 12. November 1977 im neuen Gebäude der oberösterreichischen Landessportschule in Linz wurde Malle dem allgemeinen österreichischen Nationalkader zugeteilt.
Beim nunmehrigen 1. Volksbanken-Cup der österreichischen Bundesländer der Allgemeinen Klasse, der zuvor als Bundesländer-Vergleichskampf bekannt war, konnte sich Willi Malle im Juni 1978 mit 69,44 m knapp vor Georg Werthner (69,28 m) als Sieger hervortun. Mit dem österreichischen Nationalkader bestritt er in weiterer Folge von 17. bis 18. Juni 1978 den 5. Westathletik-Cup in Sittard in den Niederlanden, wo er mit einer Weite von 68,40 m den vierten Platz im Endklassement belegte. An einem weiteren internationalen Wettkampf nahm der gebürtige Klagenfurter Ende Juni teil; beim Konstantinos-Tsiklitiras-Meeting in Athen wurde er mit einer Weite von 67,76 m Siebenter. Mit einer ASKÖ-Auswahl trat Malle Anfang Juli 1978 bei den CSIT-Meisterschaften, den offiziellen Meisterschaften der Conféderation Sportive International Travailliste et Amateur, in Kotka, Finnland, an und wurde hierbei im Speerwurf Sechster (65,80 m). Kurz davor hatte er in seiner Heimatstadt mit einer Weite von 71,52 m noch die österreichische Jahresbestleistung erzielt. Wie bereits im Jahr davor siegte Wille Malle auch 1978 wieder beim Speerwurf der Österreichischen Meisterschaften, als er mit 72,20 m die österreichische Jahresbestleistung warf. Neben einigen Kärntner Landesmeistertitel in den letzten Jahren wurde er somit im Jahre 1978 zum zweiten Mal in seiner Karriere Österreichischer Staatsmeister im Speerwurf. Im August 1978 nahm er zudem an den CISM-Weltmeisterschaften, den offiziellen Weltmeisterschaften der Conseil International du Sport Militaire, in Mikkeli, Finnland, teil und belegte mit 65,30 m lediglich den siebten Rang; Erster wurde der Routinier Michael Wessing aus Westdeutschland.

### Karriereausklang ab den späten 1970er Jahren
Wie schon so oft in den vorangegangenen Jahren wurde Malle auch 1979 Kärntner Landesmeister im Speerwurf; 63,94 m waren dafür ausreichend. Seine Staatsmeistertitel aus den Jahren 1977 und 1978 konnte er 1979 jedoch nicht mehr verteidigen; obwohl er eine Zeit lang geführt hatte, wurde er am Ende hinter Pektor (68,88 m) und Werthner (69,02 m) mit 68,60 m Dritter. Danach zog sich Malle ab den frühen 1980er Jahren weitgehend aus dem Leistungssport zurück und feierte im Jahre 1981 mit einer Österreichischen Jahresbestleistung (ÖJB) von 70,08 m sein Comeback. Diesen Jahreswert konnte er in weiterer Folge noch auf 70,78 m verbessern. Im Jahr davor hatte er es lediglich auf eine persönliche Jahresbestleistung von 62,86 m gebracht. Ebenfalls 1981 nahm der mittlerweile 25-jährige Malle wieder an einem internationalen Wettkampf teil. Bei der Zwischenrunde des Leichtathletik-Europacups 1981 belegte er in Warschau den fünften Platz, nachdem er den Speer 66,50 m weit geworfen hatte. Bei den von Unwettern überschatteten Österreichischen Meisterschaften 1981 kam es nochmal zu einem Duell zwischen Georg Werthner und Willi Malle, bei dem sich der Kärntner jedoch klar gegen den Oberösterreicher geschlagen geben musste und mit exakt drei Metern Rückstand Zweiter wurde. Beim diesjährigen Bleikristallmeeting wurde er Dritter. Bei den Feierlichkeiten des 80-jährigen Jubiläums des ÖLV in Judenburg erzielte Malle Ende August 1981 mit 70,78 m eine österreichische Jahresbestzeit.
Mit Ende des Jahres 1981 zog sich Malle endgültig weitestgehend aus dem Leistungssport zurück und konzentrierte sich vermehrt auf seine berufliche Laufbahn. 1983 scheint er nochmals als Viertplatzierter in der Österreichischen Bestenliste für das Jahr 1982 auf. Im Jahre 1984 rangierte er mit einer persönlichen Jahresbestleistung von 59,38 m im Jahre 1983 österreichweit nur mehr auf dem 18. Platz. In den Jahren danach wurde er nicht mehr in besagter Liste aufgeführt.
Heute (Stand: 2019) lebt Malle noch immer in seiner Geburtsstadt Klagenfurt und arbeitet hier für das Amt der Kärntner Landesregierung in der Abteilung 8 – Umwelt, Energie und Naturschutz, sowie Schall- und Elektrotechnik.